# Maurice Deville
Maurice John Deville (ur. 31 lipca 1992 w Sulingen) – luksemburski piłkarz pochodzenia niemieckiego występujący na pozycji napastnika. Zawodnik klubu Swift Hesperange. Syn innego piłkarza, Franka Deville.

## Kariera
Deville jest synem Niemki i luksemburskiego piłkarza, Franka Deville. Treningi rozpoczął w zespole Swift Hesperange. W 2008 roku przeszedł do rezerw niemieckiej Alemannii Akwizgran, grających w Oberlidze Nordrhein-Westfalen. Spędził tam trzy lata. W 2011 roku odszedł do zespołu SV Elversberg z Regionalligi West.

## Kariera reprezentacyjna
W reprezentacji Luksemburga Deville zadebiutował 15 listopada 2011 roku w przegranym 0:1 towarzyskim meczu ze Szwajcarią. 29 lutego 2012 roku w wygranym 2:1 towarzyskim spotkaniu z Macedonią strzelił dwa gole, które jednocześnie były jego pierwszymi w drużynie narodowej.